# Hartland (Wisconsin)
Hartland es una villa ubicada en el condado de Waukesha en el estado estadounidense de Wisconsin. En el Censo de 2010 tenía una población de 9110 habitantes y una densidad poblacional de 680,61 personas por km².

## Geografía
Hartland se encuentra ubicada en las coordenadas 43°6′8″N 88°20′8″O / 43.10222, -88.33556. Según la Oficina del Censo de los Estados Unidos, Hartland tiene una superficie total de 13.39 km², de la cual 13.25 km² corresponden a tierra firme y (1.03%) 0.14 km² es agua.

## Demografía
Según el censo de 2010, había 9110 personas residiendo en Hartland. La densidad de población era de 680,61 hab./km². De los 9110 habitantes, Hartland estaba compuesto por el 95.1% blancos, el 0.85% eran afroamericanos, el 0.32% eran amerindios, el 1.71% eran asiáticos, el 0.07% eran isleños del Pacífico, el 0.55% eran de otras razas y el 1.41% pertenecían a dos o más razas. Del total de la población el 2.88% eran hispanos o latinos de cualquier raza.